# August Kubizek

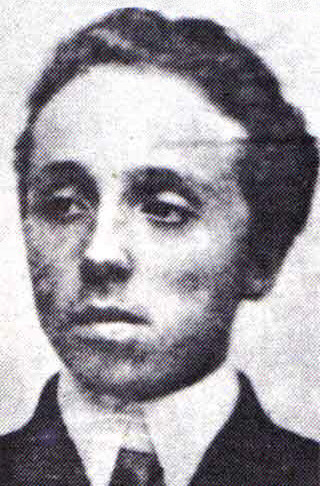
August Kubizek in 1907

August Kubizek (Linz, 3 augustus 1888 - Eferding, 23 oktober 1956) was als dirigent verbonden aan het gemeentelijk theater van Eferding in Oostenrijk en jeugdvriend van Adolf Hitler tussen 1904 en 1908.
Kubizek publiceerde over zijn vriendschap met Hitler in 1953 het boek Adolf Hitler, mein Jugendfreund. Kubizek en Hitler leerden elkaar in het muziektheater van Linz rond Allerheiligen 1904 kennen. Kubizek was de zoon van een stoffeerder die aanvankelijk werkte voor de meubelfirma Müller & Zonen in Linz, maar later voor eigen rekening begon als behanger. Kubizek en Hitler hadden beiden een passie voor muziek, in het bijzonder de muziek van Wagner. Kubizek zou Hitler zijn leven lang dankbaar zijn voor het feit dat hij zijn vader ervan had kunnen overtuigen om zijn zoon muziek te laten studeren aan het conservatorium van Wenen, in plaats van zijn vader op te volgen in het bedrijf.
Hitler en Kubizek deelden in 1908 enkele maanden een kamer in Wenen. In de herfst van 1908 verliet Hitler echter, tijdens de militaire dienst van Kubizek, de kamer zonder hem op de hoogte te brengen van zijn nieuwe verblijfplaats.
Van oktober 1912 tot 1914 werkte Kubizek als dirigent voor het Stadstheater van Marburg an der Drau. In 1920 kreeg hij een job als dirigent in de gemeente Eferding. In 1914 was Kubizek getrouwd met Anne Funke, een violiste. Zij schonk hem drie kinderen: Augustin Kubizek (1918-2009), Rudolf (1923 - 2017) en Karl-Maria (1925-1995).
August Kubizek feliciteerde in januari 1933 Adolf Hitler met zijn aanstelling tot nieuwe Rijkskanselier. Pas in april 1938, na de Anschluss, zagen de twee vrienden elkaar terug in Linz. Hitler nodigde zijn jeugdvriend tweemaal uit voor de Wagner Festspielen in Bayreuth in 1939 en 1940. Kubizek werd in 1942 lid van de NSDAP. In december 1945 werd hij door de Amerikanen aangehouden en geïnterneerd in kamp Glasenbach. Na zestien maanden gevangenschap werd hij vrijgelaten. Zijn persoonlijke brieven van Hitler had hij verstopt in een leren etui achter een steen in de kelder van zijn woonhuis in Eferding. 
Literatuur
- August Kubizek, Adolf Hitler, mein Jugendfreund, Leopold Stocker Verlag, Graz, 1953
- August Kubizek, Adolf Hitler. Histoires vécues du temps présent, Franse vertaling door R. Depauw, Editions Atlanta, Kontich, 1976.
- Brigitte Haman, Hitlers Wien. Lehrjahre eines Diktators, Piper, München, 1996.

- Biblioteca Nacional de España: XX1334465
- Bibliothèque nationale de France: cb110193266 (data)
- CiNii: DA09100809
- Gemeinsame Normdatei: 118567373
- International Standard Name Identifier: 0000 0000 8089 9730
- Library of Congress Control Number: n89646123
- Bibliotheek van het Japanse parlement: 01004085
- Nationale Bibliotheek van Tsjechië: hka2012712100
- Nationale Bibliotheek van Israël: 987007280227905171
- Nationale Bibliotheek van Polen: a0000002613019
- Nederlandse Thesaurus van Auteursnamen: 072447176
- Système universitaire de documentation: 174932820
- Virtual International Authority File: 10330226
- WorldCat: E39PBJj8Q7rWXTDRhkp7tDryVC